# Location longue durée
 (mai 2008).
Une location longue durée (LLD) est une location principalement utilisée pour des parcs de véhicules aux entreprises, par exemple automobiles, mais également des biens d'équipement : chariot élévateur, machine-outil.
Cette activité, apparue à la fin des années 1970, s'est progressivement imposée dans les grandes entreprises occidentales en remplacement de l'achat des véhicules ou du versement d'indemnités (kilométriques (IK) ou suivant un engagement horaire).
La location longue durée (de 12 à 72 mois) s'oppose à la location dite de courte durée plus connue (de quelques heures à quelques mois) et à la location de très courte durée, ou autopartage (de moins d'une heure à quelques heures).

## Principe
La location longue durée se différencie du crédit-bail dans le sens où il s'agit d'une location simple sans possibilité pour le locataire de devenir propriétaire à l'issue du contrat. 
Généralement, la location longue durée (LLD) est une location opérationnelle car contrairement à la location financière dans laquelle le locataire prend totalement en charge l'exploitation opérationnelle du bien loué (entretien, réparation, assurance...), les loyers de la LLD sont forfaitaires (ils comprennent également les charges liées à l'entretien préventif et curatif, les vignettes et le remplacement du véhicule en cas de panne prolongée). Il s'agit d'un engagement fort du loueur envers le locataire, pour garantir une continuité de service.
Les loueurs LLD proposent donc un service complet en contrepartie duquel ils perçoivent un loyer « complet » comprenant toutes les prestations contractuelles.

## Intérêt économique
Sur le plan économique, dans une grande majorité des cas, la location longue durée est plus avantageuse. Les économies d'échelle réalisées chez les loueurs (puissance d'achat, mutualisation des charges, rationalisation et optimisation des systèmes d'information) permettent aux entreprises utilisatrices d'optimiser les coûts d'exploitation du parc. Ces dernières bénéficient également d'une gestion optimisée tout en se consacrant aux priorités de leur métier de base.
La tarification d'une LLD se décompose en location financière sans oublier l'aspect juridique dans cette tarification et en prestations de services : gestion de flotte, entretien, assistance, pneumatiques (ou roulage), véhicules relais, assurance, vignettes ou taxes, contrôles techniques.
Les loyers financiers sont calculés compte tenu d'une valeur de revente prévue du véhicule, cette valeur est appelée valeur résiduelle. Le loueur assume un risque important : celui de la revente du véhicule. S'il sous-estime cette valeur résiduelle, il risque de gonfler artificiellement ses loyers et donc de perdre en compétitivité. S'il la surestime, il proposera une tarification basse et prend le risque de revendre le véhicule à une valeur bien en deçà de sa valeur de marché et réaliser à terme une moins-value sur le véhicule. D'où l'importance de l'utilisation des systèmes de valorisation de type Argus dans le calcul des valeurs de revente supposées. Pour contourner cette difficulté, certains loueurs proposent le rachat du véhicule par le conducteur. Cette technique permet, d'une part, de fixer à l'avance la valeur de revente et, d'autre part, de responsabiliser l'utilisateur du véhicule qui, sachant qu'il en serait à terme propriétaire, en prend meilleur soin.
La location longue durée s’étend également à d’autres actifs, particulièrement aux biens d’équipement dans l’industrie, sous la forme de location opérationnelle (appelée aussi location simple).
Les avantages de la location sont multiples, mais le principal intérêt économique pour les entreprises réside dans le fait que les loyers d’un contrat de location opérationnelle se traitent comme une simple charge d’exploitation. De fait, le bilan de l’entreprise n’est pas affecté.

### Avantages
La location longue durée permet au conducteur de maîtriser son budget, car le loyer est identique chaque mois. L’entretien, l’assurance et l’assistance sont compris dans le contrat ce qui permet de rouler en toute sérénité sans s’inquiéter des éventuels coûts liés au véhicule. Néanmoins, à la restitution du véhicule, le loueur peut imposer des frais de remise en état du véhicule (réparations de rayures, petits chocs, etc). La location longue durée n’impose pas de capital de départ, mais un dépôt de garantie qui peut être demandé. Le locataire peut changer de voiture aussi souvent qu’il le souhaite sans avoir à s’occuper de la revente de son ancienne voiture.
Il est parfois possible de se séparer de son véhicule avant la fin du contrat. Cette opération appelée cession ou transfert de leasing s'effectue par un changement de locataire, par substitution ou par un avenant au contrat. Le nouveau locataire substitué au précédent, paiera les mensualités restantes du contrat avec l'accord de l'organisme de crédit. Largement développé en Amérique du Nord et en particulier au Canada, cette sortie de contrat de leasing existe aussi en France où des intermédiaires mettent en relation cédants et repreneurs.

## Structure du marché
En France, les grands acteurs multi-marques du marché sont : 
- Arval (BNP Paribas) qui a acquis GE Capital Fleet Services (General Electric)[3];
- Ayvens (Société générale), anciennement ALD Automotive, qui a acquis LeasePlan. Ce dernier avait lui-même acquis DCS Fleet (DaimlerChrysler)[4];

- BPCE Lease, anciennement Natixis Car Lease (Groupe BPCE) ;
- les prestataires de services LLD comme le groupe Fraikin et Stricher ;
- ou bien des distributeurs automobiles multi-marques tels que Qarson, Autosphère ou bien encore Carnext (filiale grand public de LeasePlan).

Les constructeurs automobiles ont également développé leurs propres sociétés, souvent issues de leurs filiales de financement : 
- Mobilize Financial Services (anciennement DIAC) pour le groupe Renault ;
- Stellantis Finance & Services (anciennement Crédipar et FCA Capital France) pour Peugeot et Fiat (on parle alors de "captive" car liée aux seules marques du constructeur) ;
- Alphabet pour BMW ;
- Volkswagen Group Fleet Solutions pour Volkswagen ;
- ou en multi-marques comme Athlon Car Lease pour Daimler.

Si le marché de la location longue durée a été marqué par d'importants taux de croissance à partir des années 1980, il a été affecté par la crise économique à la fin des années 2000 et au début des années 2010, qui a notamment durement touché le secteur automobile, avant de connaître à nouveau une forte progression à partir de 2015 dans un contexte de reprise économique,.
En 2018, le taux de pénétration de la LLD sur le marché automobile français représente 22,20 % des immatriculations VP + VU jusqu’à 3,5 tonnes.